# Ataulfo de Orleães e Bourbon
Ataulfo Carlos Isabelo Alexandre de Galliera (Madrid, 20 de outubro de 1913 – Málaga, 8 de outubro de 1974), foi um príncipe francês da Casa de Orléans e Infante da Espanha, membro da família real francesa e da família real espanhola, era bisneto da rainha Vitória do Reino Unido, e da rainha Isabel II da Espanha.

## Biografia
Foi o terceiro filho nascido do matrimónio entre o infante Afonso, Duque da Galliera e da princesa Beatriz de Saxe-Coburgo-Gota. Foi o segundo filho do casamento de seus pais a nascer na Espanha, haja vista que o casal estava exilado por ordem do rei Afonso XIII, que não tinha dado o seu consentimento para a união. Ataulfo nasceu no palácio de sua avó paterna a infanta Eulália em Madrid.
Foi baptizado no Palácio Real de Madrid, e seus padrinhos foram: a infanta Isabel, Princesa das Astúrias e Carlos de Bourbon-Duas Sicílias. O infante recebeu os nomes de Ataulfo Carlos Isabelo Alexandre. Ataulfo frequentou a Sandroyd School, situada no Reino Unido.
Durante a Segunda República Espanhola viveu no exílio no Reino Unido juntamento com os pais e irmãos. Em 1936 voltou a Espanha para integrar a Facção nacionalista, participando da Legião Condor. Durante a Espanha Franquista, Ataulfo juntamente com os primos Luís Afonso e José Eugenio da Baviera foram alguns dos escassos representantes da antiga família real em diversos atos e cerimónias familiares.
Faleceu por uma pancreatite em Málaga em 8 de outubro de 1974.
Foi enterrado juntamente com os pais e irmãos no Convento de Capuchinos de Sanlúcar de Barrameda, Espanha.